# Выя (станция)
Вы́я — узловая грузопассажирская станция Свердловской железной дороги на линии Гороблагодатская — Серов (бывшая Богословская железная дорога) в посёлке Большая Выя Нижнетуринского городского округа Свердловской области России.

## Описание
Станция Выя является транспортным узлом на ветке Верхняя — Верхотурье. Здесь находится разъезд путей, ответвление на западное направление, до города Нижней Туры. Станция в основном используется для отстаивания и разъезда товарных и пассажирских поездов, а также как остановочный пункт для нужд жителей посёлка. При станции есть небольшой деревянный одноэтажный вокзал постройки начала XX века с комплексом старинных хозяйственных зданий, в том числе водонапорная башня. От станции Выя отходят подъездные пути.
Через Выю транзитом следуют поезда дальнего следования Пермь — Приобье и Екатеринбург — Приобье; на станции останавливаются пригородные электропоезда Нижний Тагил — Верхотурье и Нижний Тагил — Серов.

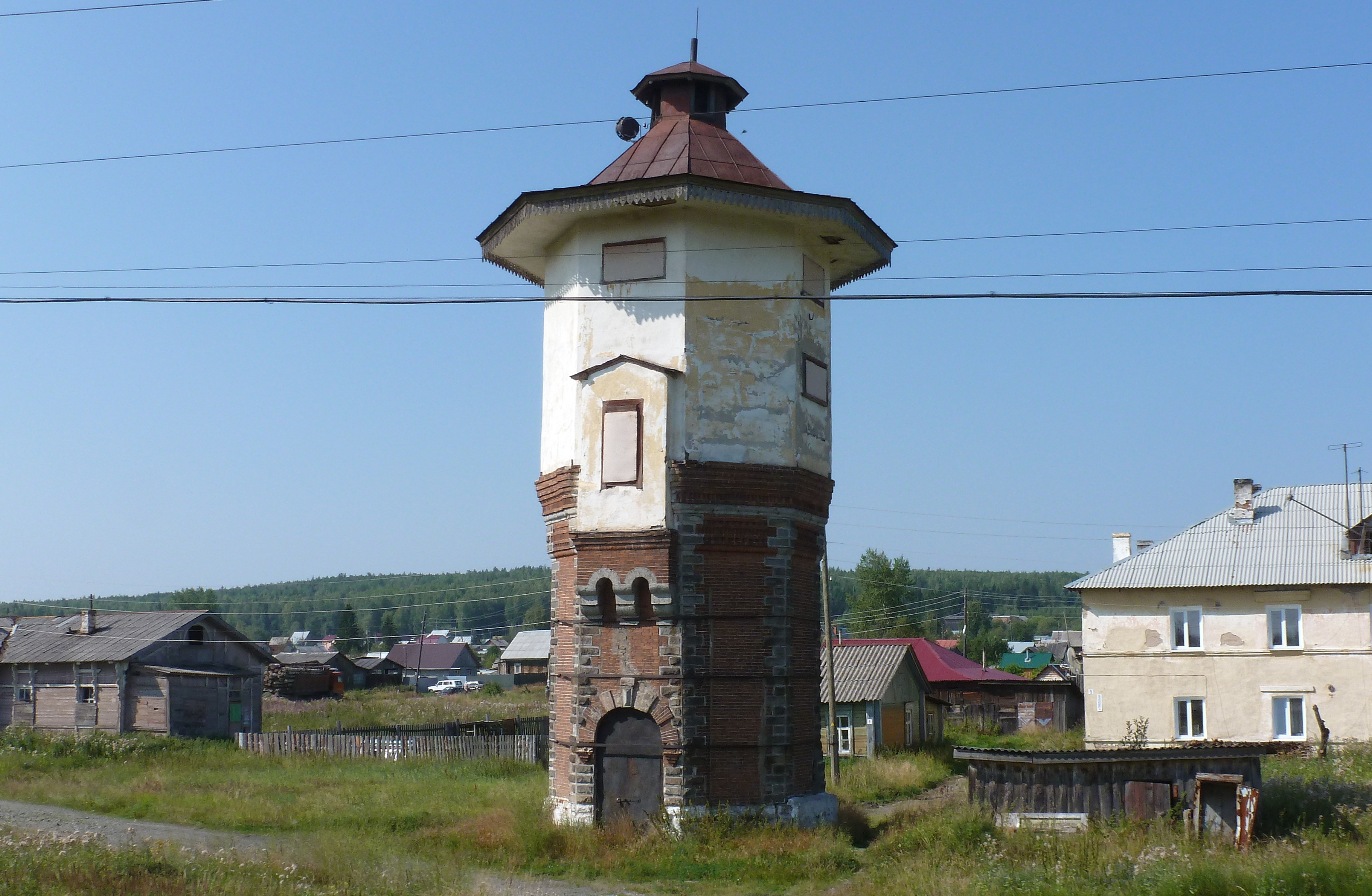
Водонапорная башня на станции Выя

## История
Станция Выя была основана в 1906 году во время строительства Богословской железной дороги от Кушвы до города Надеждинска (современный Серов) как узловой и перевалочный пункт на ответвлении в город Нижняя Тура возле построенного здесь за несколько месяцев до этого посёлка, названного впоследствии Малая Выя. Станцию позже перенесли на 2 км южнее, в посёлок Большая Выя. Неподалёку от этого разъезда астраханский купец Воробьёв купил Николае-Павдинскую дачу для вырубки леса, где построил лесопильный завод с подъездным рельсовым путём до станции Выи. Далее лес вывозили в Пермь по Горнозаводской железной дороге, проложенной южнее ещё в 1878 году. Станционный посёлок и сама станция тогда назывались станцией Воробьёвская. Одновременно с постройкой вокзала в 1905 году были возведены два жилых дома и водонапорная башня. Жители станционного посёлка занимались вырубкой леса, углежжением и обслуживанием железной дороги.
В годы Гражданской войны станция стала местом боёв белогвардейцев с красноармейцами. В ноябре 1918 года колчаковские полки выдвинувшись на Нижнюю Туру, собирались попутно захватить и узловую станцию Выю. 25 ноября на станции был жестоко замучен красными священник Александр Адрианов. Красноармейцы жестоко избили шестидесятилетнего батюшку, размозжили голову, а затем выстрелили в затылок. В 2018 был причислен к лику новомучеников и исповедников Русской православной церкви.
В боях вокруг станции сражались различные интернациональные полки: мадьяры, чехи, русские, китайцы, румыны и поляки. В ночь с 29 на 30 ноября 1918 года армия генерала Колчака прорвала оборону станции Выя, ворвались в посёлок и учинили расправу над ранеными и не успевшими отступить бойцами Красной армии, тогда погибло около полутора тысяч бойцов и командиров 3-й армии, в том числе командир первого Китайского 225-го добровольческого полка, подполковника Жень Фучень и командир Камышловского полка Бронислав Швельнис. В честь погибших интернациональных полков в посёлке Большая Выя, на Привокзальной площади был установлен памятник, а также в пределах посёлков Большая и Малая Выя существуют три места захоронения погибших бойцов.